# Soy Kroon
Pour les articles homonymes, voir Kroon.
Soy Kroon, né le 18 juin 1995 à Eindhoven, est un acteur et chanteur néerlandais.

## Filmographie

### Téléfilms
- 2010 : Tien Torens Diep : Victor
- 2011-2014 : Galaxy Park (nl) : Diederik
- 2013 : Dokter Tinus : Storm
- 2015 : Flin & Flo	: Flo	Vaste rol
- 2016 : De Nachtwacht : Trol
- 2016–2018 : Goede tijden, slechte tijden : Sil Selmhorst
- 2016-2018 : Nieuwe Tijden (nl) : Sil Selmhorst

### Cinéma
- 2008 : Verslag van Vroeger : Jonge student
- 2018 : Sinterklaas en de vlucht door de lucht : Juniorpiet

## Discographie

### Comédies musicales
- 2008-2010 : Kruistocht in Spijkerbroek (nl) : Carolus
- 2008 : Pinokkio (comédie musicale) (nl) : Pinocchio
- 2009-2010 : Un gamin (Kruimeltje) : Spijker
- 2010 : Daendels :	Freek
- 2011-2012 : Winter in Wartime (Oorlogswinter) : Michiel
- 2012-2013 : Koning van Katoren : Stach
- 2014-2015 : War Horse : Albert
- 2016-2017 : De Gelaarsde Kat : Bas
- 2017-2018 : VAMOS! : Boaz
- 2018-2019 : Mamma Mia ! : Sky